# 존 플라벨

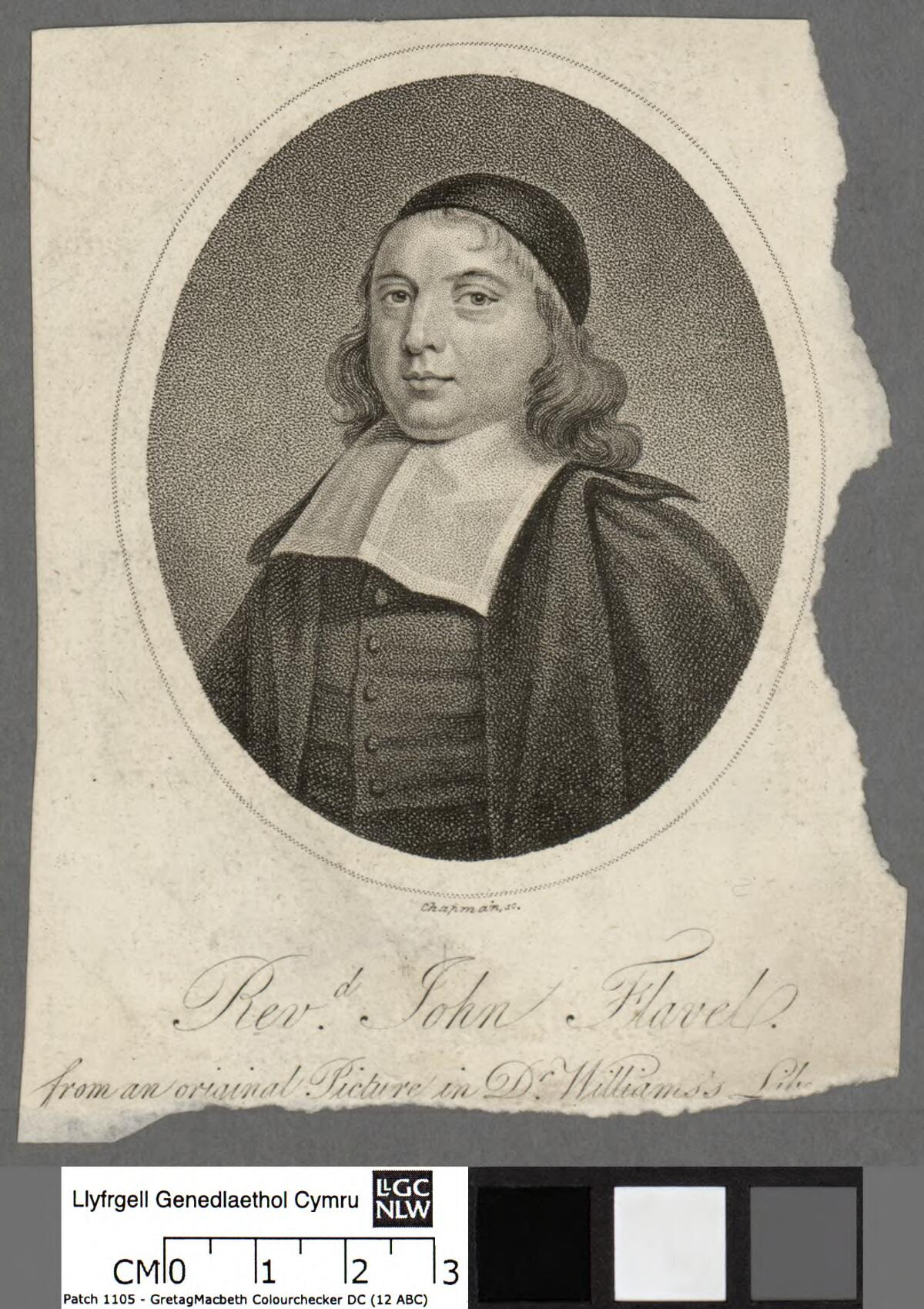
존 플라벨

존 플라벨(John Flavel, 1628-1691)은 영국의 우스터셔의 브롬그로브에서 1628년에 출생하였다. 그의 부친은 리챠드 플라벨. 그는 1665년에 비국교도(성공회의 가르침에 따르지 않는 교파를 말함)라는 이유로 수감되어 역병으로 사망했다. 그는 조앤 렌들과 결혼을 하였지만, 첫 아기의 출산시 사망하였고, 아이도 사망하였다. 1년 후 엘리자베드 스타펠과 결혼하였고 자녀를 낳았다.
1662년 그는 비국교도(청교도)이기 때문에 강단에서 설교를 할 수 없었다. 하지만, 그는 산 밑에서 길거리에서 설교를 계속하였다.
플라벨의 영적인 힘은 그의 묵상과 자기점검에 있었다.
조나단 에드워즈는 플레이블 선생님이라 불렀고 5가지 작품을 그의 신앙감정론에서 인용했다.

## 저서
- 존 플라벨 전집 6권( 배너 오브 트루드)
- 은혜의 방식 전집2권, 번역 서문강(청교도신앙사)[1]
- 영적인 농부생활(1669): 덕을 세우기 위한 것, 결코 문학적인 장식이 아니었던 청교도 수사학을 탁월하게 보여주는 실례다.[2]
- 성만찬에 대한 묵상(1679): 12개의 시리즈 설교로 이루어져 있고, 엄숙하게 성만찬을 준비하는 독자들의 감정을 자극하고 마음을 준비하는 데 도움을 주기 위한 책.
- 신실함의 시금석(1679)
- 고난을 대비함(1681): 참된 그리스도인들이 세상의 고난을 견딜 수 있도록 준비시키는 하나의 참고서다.
- 정신적 오류의 원인과 치료(1691)

## 같이 보기
- 청교도 준비론